# Shin’ichi Itō

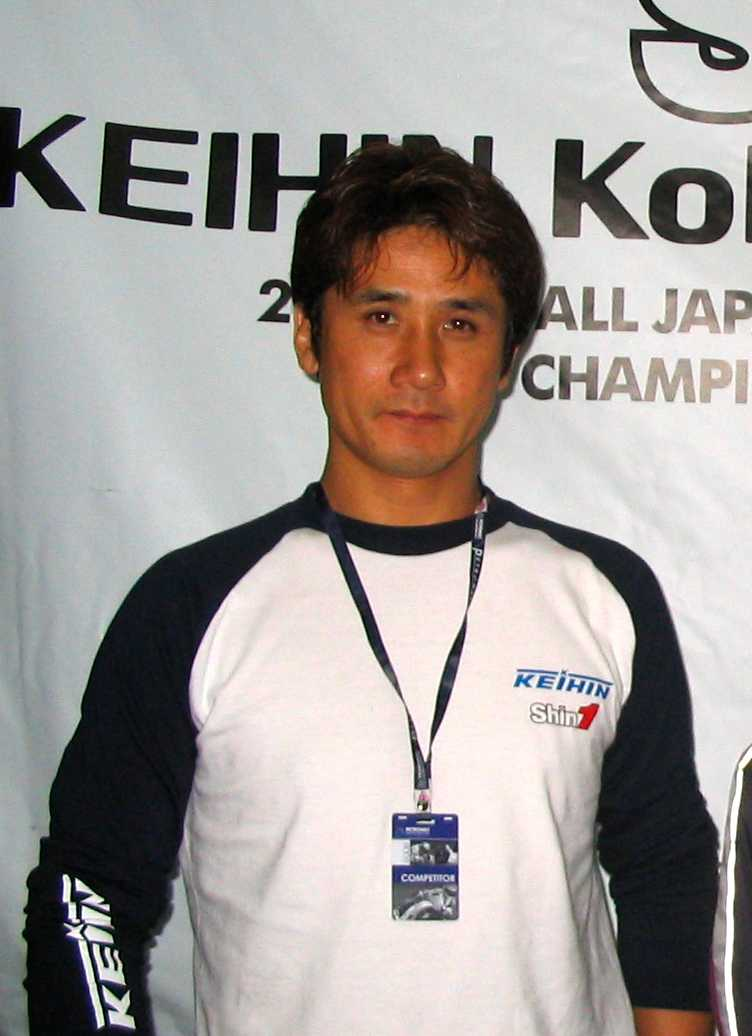
Itō 2008

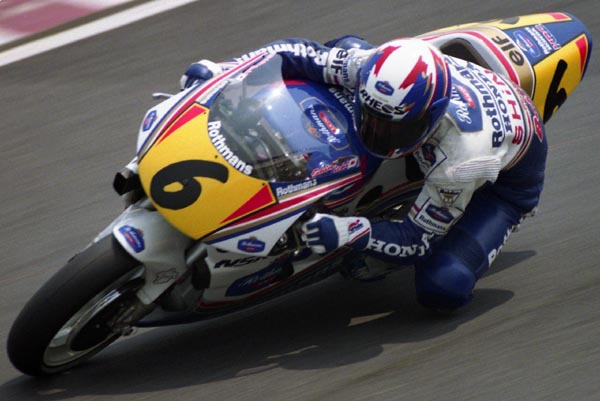
Itō beim Großen Preis von Japan 1993 auf Honda

Shin’ichi Itō (jap. 伊藤 真一, Itō Shin’ichi; * 7. Dezember 1966 in Kakuda, Präfektur Miyagi, Japan) ist ein japanischer Motorradrennfahrer.
Itō arbeitet zurzeit als Testpilot für Bridgestone und Ducati. Er ist ein erfahrener Pilot und gilt als exzellenter Test- und Entwicklungsfahrer, sowohl auf den Prototypen der Motorrad-Weltmeisterschaft als auch in der seriennahen Superbike-Klasse.

## Karriere
Shin’ichi Itō begann seine Karriere in der japanischen Motorrad-Meisterschaft. In der Saison 1989 debütierte er auf Honda in der 500-cm³-Klasse der Motorrad-WM. Zwischen 1993 und 1996 war Itō Honda-Stammpilot in der 500-cm³-Weltmeisterschaft, ohne jedoch dabei ein Rennen gewinnen zu können. Seine beste WM-Platzierung erreichte er 1995 mit Rang fünf.
Danach konzentrierte sich Shin’ichi Itō wieder auf die japanische Meisterschaft, in der er für Honda in der Superbike-Klasse antrat. In den Jahren 1997 und 1998 konnte er, zusammen mit Landsmann Tōru Ukawa, das prestigeträchtige 8-Stunden-Rennen von Suzuka gewinnen, 1998 sicherte sich Itō auch erstmals den japanischen Superbike-Titel. Außerdem startete er bei zahlreichen Motorrad- und Superbike-WM-Läufen auf japanischem Boden als Wildcard-Pilot.
Im Jahr 2001 arbeitete Itō als Testpilot für das Kanemoto-Team, das vom japanischen Reifenhersteller Bridgestone mit der Entwicklung von Rennreifen für die 500-cm³-Weltmeisterschaft beauftragt worden war, und erwarb sich dabei seinen Ruf als exzellenter Test- und Entwicklungsfahrer. 2002 erreichte Itō bei seinem Heim-Grand-Prix in Japan, dem ersten Rennen der neu geschaffenen MotoGP-Klasse, auf einem Honda-RC211V-Viertakter den vierten Platz.
Ab 2003 konzentrierte sich Shin’ichi Itō wiederum auf die nationale Superbike-Meisterschaft, in der er sich 2005 und 2006 jeweils auf Honda CBR 1000 RR den Titel sichern konnte. Des Weiteren feierte er 2006, zusammen mit Takeshi Tsujimura, seinen dritten Triumph beim 8-Stunden-Rennen von Suzuka.
Seit 2005 arbeitet Shin’ichi Itō außerdem für das gemeinsame Reifentest-Team von Ducati und Bridgestone, das sich auf die Entwicklung der Rennreifen für die MotoGP-Klasse konzentriert. Beim Lauf in der Türkei ersetzte er 2005 den verletzten Ducati-Stammpiloten Loris Capirossi im Werksteam, wurde aber wegen eines Frühstarts und dem Ignorieren der dafür verhängten Strafe disqualifiziert.
2007 zog sich Itō beim Testen in Motegi einen Oberschenkelbruch zu und musste lang pausieren. Nachdem er beim 8-Stunden-Rennen von Suzuka mit dem dritten Platz seine Rückkehr auf die Rennstrecken gefeiert hatte, ersetzte er beim MotoGP-Rennen in Japan den entlassenen Alex Hofmann im Pramac-D'Antin-Team und sicherte sich dabei mit Rang 15 einen WM-Zähler.
2011 konnte der Japaner, mittlerweile 44-jährig, zusammen mit seinen Landsleuten Kousuke Akiyoshi und Ryūichi Kiyonari auf einer Honda CBR 1000 RR des Teams F.C.C. TSR Honda zum vierten Mal in seiner Laufbahn das 8-Stunden-Rennen von Suzuka gewinnen. Überdies startete er beim MotoGP-Rennen in Japan mit einer Wildcard. Er ist damit (Stand zum Beginn der MotoGP-Saison 2024) der älteste Fahrer der je an einem Grand Prix der MotoGP teilnahm.

## Erfolge
- Japanischer 500-cm³-Meister: 1990
- Japanischer Superbike-Meister: 1998, 2005, 2006
- Sieg beim 8-Stunden-Rennen von Suzuka: 1997, 1998, 2006, 2011